# Adail Viana Santana
Adail Viana Santana (Natividade, 22 de agosto de 1921) é um político brasileiro.
Foi prefeito de Natividade (1954-1958) e deputado estadual por Goiás entre 1959 e 1963 e, como suplente de deputado, assumiu entre agosto e outubro de 1965.